# Тернарна умовна операція
Тернарна умовна операція (лат. ternarius — «потрійний») (зазвичай записується як ?:) — у багатьох мовах програмування операція, яка повертає свій другий або третій операнд залежно від значення логічного виразу, заданого першим операндом. Як випливає з назви, тернарна операція приймає всього три вказаних операнди. Аналогом тернарної умовної операції в математичній логіці і булевій алгебрі є умовна диз'юнкція, яка записується у вигляді {\displaystyle [p,q,r]} і реалізує алгоритм: «Якщо {\displaystyle p}, то {\displaystyle q}, інакше {\displaystyle r}», що можна переписати як «{\displaystyle q} або {\displaystyle r}, залежно від {\displaystyle p} або не {\displaystyle p}».
Зазвичай тернарна умовна операція асоціюється з операцією ?:, яка використовується в сі-подібних мовах програмування. Насправді, подібні операції з іншим синтаксисом є і в багатьох далеких за синтаксисом від Сі мовах програмування. До найбільш популярних мов, що містять тернарну умовну операцію, можна віднести C, C++, JavaScript, Swift, Objective-C, C#, D, Java, Perl, PHP, Python, Tcl, Ruby, Verilog, Turbo Basic та інші. Своєю появою безпосередньо в тернарній формі ця операція зобов'язана мові Алгол-60, у якій вона мала синтаксис if o1 then o2 else o3 і потім мови BCPL (o1 -> o2, o3) замість звичного тепер o1 ? o2 : o3. Прототипом цієї операції також є умовна функція cond мови Лісп, яка записується за правилами Ліспа в префіксній формі і має довільну кількість аргументів.

## Визначення
Безвідносно до певної мови програмування тернарну операцію можна визначити так:
```
логічний вираз ? вираз 1 : вираз 2
```

Алгоритм роботи операції наступний:
1. Обчислюється логічний вираз.
2. Якщо логічний вираз істинний, то обчислюється значення виразу вираз 1, в іншому разі — значення виразу вираз 2.
3. Обчислене значення повертається.

Потрібно звернути увагу, що обчислюється тільки один з виразів: вираз 1 або вираз 2. Це відповідає принципу лінивих обчислень, і зроблено не так для оптимізації, як для розширення можливостей: так, вираз x < 0 ? 0  : sqrt(x) абсолютно коректний, незважаючи на те, що корінь з від'ємних чисел не береться.

## Використання і реалізація
Тернарна умовна операція використовується у виразах для отримання одного з двох варіантів залежно від умови.
```
alarm_time = today in [SUNDAY, MONDAY] ? 12.00
 
: 8.00
```

У цьому прикладі умовного електронного будильника виставляється час, коли він повинен дзвонити, залежно від дня тижня. Потрібно зауважити, що приклад знову наведений для деякої абстрактної алгоритмічної мови програмування.
У наступному прикладі обчислюється значення найпростішого дельта-символу.
```
y = x == 0 ? 1 : 0
```

У наступному прикладі дана операція використана в ситуації, не пов'язаній з присвоюванням:
```
sprintf
(

  
Title
,

  
"%s %s"
,

  
tv_system
 
==
 
TV_PAL
 
?

    
"PAL"
 
:

    
"SECAM"
,

  
tv_input
 
?

    
Tv_Name
[
 
tv_input
 
-
 
1
 
]
:

    
"TEST"

);

```

У цьому разі еквівалентна конструкція з використанням if—then—else вимагала б запису виклику функції sprintf чотири рази. Або, як альтернатива, треба було б написати аналогічний за призначенням (але формально не еквівалентний) код з використанням двох додаткових змінних або декількох послідовних викликів sprintf.

### С
У Сі тернарна операція має наступний синтаксис:
```
o1
 
?
 
o2
 
:
 
o3

```

Як відомо,[кому?] у Сі немає логічного типу даних (у C99 з'явився логічний тип _Bool). Тому операнд o1 повинен бути числом (цілим або дійсним) або вказівником. Спочатку обчислюється саме його значення. Воно порівнюється з нулем і, якщо воно не дорівнює нулю, обчислюється і повертається o2, у разі рівності — o3. Операнди o2 і o3 можуть бути різних, кажучи загалом, незбіжних типів, зокрема void.
У наступному прикладі обчислюється мінімальне з чисел a і b:
```
min
 
=
 
(
a
 
<
 
b
)
 
?
 
a
 
:
 
b
;

```

### C++
У C++ тернарна умовна операція має той самий синтаксис, що й у Сі. Однак через наявність різниці між ініціалізацією і присвоюванням, бувають ситуації, коли операцію ?: не можна замінити конструкцією if—then—else, як, наприклад, у наступному випадку:
```
#include
 
<iostream>

#include
 
<fstream>

#include
 
<string>

using
 
namespace
 
std
;

int
 
main
(
int
 
argc
,
 
char
**
 
argv
)

{

    
string
 
name
;

    
ofstream
 
fout
;

    
if
 
(
argc
 
>
 
1
 
&&
 
argv
[
1
])

    
{

        
name
 
=
 
argv
[
1
];

        
fout
.
open
(
name
.
c_str
(),
 
ios
::
out
 
|
 
ios
::
app
);

    
}

    
ostream
&
 
sout
 
=
 
name
.
empty
()
 
?
 
cout
 
:
 
fout
;

    
return
 
0
;

}

```

Тут змінна sout ініціалізується в момент оголошення результатом роботи тернарной операції. Подібного ефекту не вдалося б досягти простим присвоюванням у тому чи іншому випадку.
Крім того, тернарна умовна операція може бути застосована в лівій частині оператора присвоєння:
```
0.
 
#
include
 
<
iostream
>

1.
 
int
 
main
 
()
 

2.
 
{

3.
     
int
 
a
=
0
,
 
b
=
0
;

4.
 

5.
     
const
 
bool
 
cond
 
=
 
...;

6.
     
(
cond
 
?
 
a
 
:
 
b
)
 
=
 
1
;

7.
     
std
::
cout
 
<<
 
"a="
 
<<
 
a
 
<<
 
','

8.
               
<<
 
"b="
 
<<
 
b
 
<<
 
'\n'
;

9.
 
}

```

У цьому прикладі, якщо логічна змінна cond у рядку 5 міститиме значення true, то значення 1 буде присвоєно змінній a, інакше, воно буде присвоєно змінній b.

### Python
```
a
 
=
 
42

b
 
=
 
41

result
 
=
 
a
 
if
 
a
 
>
 
b
 
else
 
b

assert
 
result
 
==
 
42

```

### PHP
```
 
$a
 
=
 
1
==
0
 
?
 
"first value"
 
:

      
(
2
==
0
 
?
 
"second value"
 
:

      
(
3
==
3
 
?
 
"result value"
 
:
 
"default value"
));

```

Тернарний оператор у PHP еквівалентний більш довгій конструкції if—else. Наступні два приклади еквівалентні:
```
// Перший приклад

$result
 
=
 
isset
(
$a
)
 
?
 
$a
 
:
 
'DefaultValue'
;

// Дргуий приклад

if
 
(
isset
(
$a
))
 
{

    
$result
 
=
 
$a
;

}
 
else
 
{

    
$result
 
=
 
'DefaultValue'
;

}

```

Такі конструкції часто застосовуються, щоб у будь-якому разі ініціалізувати змінну для наступних обчислень (інакше PHP видасть помилку рівня E_NOTICE).
Починаючи з версії 5.3 з'явилася можливість не вказувати другий параметр операції. Наприклад, два наступних записи еквівалентні:
```
 
$Variable
 
=
 
$_GET
[
'Parameter'
]
 
?
 
$_GET
[
'Parameter'
]
 
:
 
'DefaultValue'
;

 
$Variable
 
=
 
$_GET
[
'Parameter'
]
 
?:
 
'DefaultValue'
;

```

### JavaScript
```
var
 
a
 
=
 
1
==
0
 
?
 
"first value"
 
:
 

        
2
==
0
 
?
 
"second value"
 
:

        
3
==
3
 
?
 
"result value"
 
:
 
"default value"

```

### Ruby
Загальний синтаксис аналогічний C-подібним мовам.
```
print
 
true
 
?
 
"true"
 
:
 
"false"
  
# Виведе true в стандартний вивід

```

### C#
На тернарну операцію накладаються додаткові обмеження, пов'язані з типобезпекою. Вирази 1 і 2 повинні бути одного типу. Це призводить до наступного:
```
int
 
a
 
=
 
1
;

double
 
b
 
=
 
0.0
;

int
 
nMax
 
=
 
(
a
>
b
)
 
?
 
a
 
:
 
b
;

```

Такий вихідний код не компілюватиметься незважаючи на те, що в кінцевому підсумку значення nMax дорівнюватиме а. Оскільки a і b повинні бути одного типу, a підвищиться до double, щоб відповідати b. Тип результівного значення тернарної операції виявляється double, і цей тип повинен бути знижений до int під час присвоєння:
```
int
 
a
 
=
 
1
;

double
 
b
 
=
 
0.0
;

int
 
nMax
;

// Можна вчинити так:

nMax
 
=
 
(
int
)
 
((
a
>
b
)
 
?
 
a
 
:
 
b
)
 
;

// ...або так

nMax
 
=
 
(
a
>
b
)
 
?
 
a
 
:
 
(
int
)
b
;

```

### Visual Basic
У класичній версії мови існує тернарний оператор у вигляді функції IIf(Expr, TruePart, FalsePart). Ця функція має певну особливість, яка полягає в тому, що під час оцінки виразу Expr, також будуть обчислюватися TruePart і FalsePart, незалежно від результату виразу: істинний він чи хибний. Це може призвести до несподіваних результатів, а іноді й до вповільнення виконання коду, якщо в ролі значень буде виклик функцій з тривалими операціями.
```
Dim
 
iCount
 
As
 
Long

Public
 
Sub
 
Main
()

    
iCount
 
=
 
1

    
MsgBox
 
IIf
(
1
 
=
 
1
,
 
FuncYes
,
 
FuncNo
)

    

    
'Змінна iCount буде містити "3", оскільки обидві функції будуть виконані

    
MsgBox
 
iCount

End
 
Sub

Public
 
Function
 
FuncYes
()
 
As
 
String

    
iCount
 
=
 
iCount
 
+
 
1

    
FuncYes
 
=
 
"Так"

End
 
Function

Public
 
Function
 
FuncNo
()
 
As
 
String

    
iCount
 
=
 
iCount
 
+
 
1

    
FuncNo
 
=
 
"Ні"

End
 
Function

```

Для заміни функції IIf можна переписати вираз в один рядок, але це не буде аналогом функції, а буде лише коротка форма запису оператора розгалуження
```
If
 
Expr
 
Then
 
TruePart
 
Else
 
FalsePart

```

З появою VB.NET, у синтаксис мови був доданий звичний тернарний оператор і записується він як If(Expr, TruePart, FalsePart). Цей оператор використовує скорочені обчислення, на відміну від функції IIf, яка також для сумісності з попередніми версіями доступна розробнику.

### Turbo Basic
Синтаксис:
IF logic_expression [<> 0] [,] THEN statement(s) [ELSE statement(s)]
Будь-який результат logic_expression не рівний 0 вважається %FALSE, але не %TRUE, рівний тільки -1.
logic_expression може бути числовим (numeric), так і символьним (string).
У разі символьного виразу обчислення проводяться з ASCII-кодами символів.
```
%
TRUE
 
=
 
-1

%
FALSE
 
=
 
0

A$
 
=
 
"M"

B$
 
=
 
"N"

C!
 
=
 
43

D#
 
=
 
44

IF
 
A$
>
B$
 
<>
 
%
FALSE
,
 
THEN
 
RESULT#
 
=
 
C!
 
ELSE
 
RESULT#
 
=
 
D#

PRINT
 
RESULT#

```

За допомогою функції FN IfThenElse(X1,X2,X3), замість інфіксного виду тернарного оператора If Then X1 X2 Else X3 можна користуватися префіксним видом тернарного оператора IfThenElse:
```
A$
 
=
 
"M"

B$
 
=
 
"N"

C!
 
=
 
43

D#
 
=
 
44

COND
 
=
 
A$
<
B$
   
'COND = любое logic_expression

PRINT
 
"FN IfThenElse(X1,X2,X3) ="
;
FN
 
IfThenElse
(
COND
,
C!
,
D#
)
 

END

DEF FN
 
IfThenElse
(
X1
,
X2
,
X3
)
 

  
IF
 
X1
 
<>
 
0
 
THEN
 
FN
 
IfThenElse
 
=
 
X2
 
ELSE
 
FN
 
IfThenElse
 
=
 
X3

END
 
DEF

```